# Missouri
Missouri (/məˈzʊri/, /məˈzɝi/, /məˈzʊrə/, hay là /məˈzɝə/, được đặt tên theo tiếng bộ lạc Siouan nghĩa là "thành phố của nhiều tàu lớn", là một tiểu bang ở vùng trung tâm của Hoa Kỳ. Được xem bởi những người cư ngụ ở đó như là một tiểu bang vùng Trung Tây nhưng có rất nhiều ảnh hưởng văn hóa của miền nam. Tên hiệu của tiểu bang là Show-Me State. Sông Mississippi và sông Missouri là hai con sông lớn chảy qua tiểu bang này.
Đây là nơi sinh của Tổng thống Harry S. Truman (tại Lamar).

## Địa lý

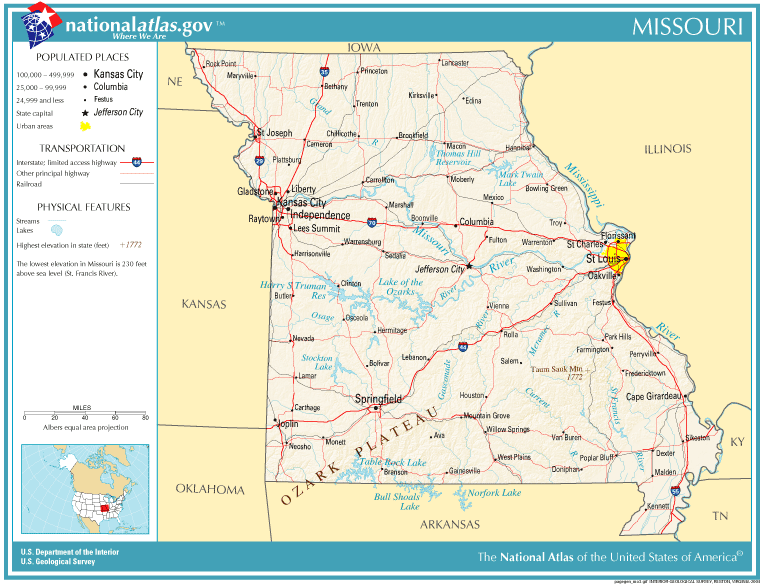
Các thành phố Missouri và đặc trưng địa lý

Biên giới của Missouri chạm tổng cộng 8 tiểu bang khác. (Tiểu bang Tennessee kế cận cũng như vậy. Không có tiểu bang nào của Hoa Kỳ chạm hơn 8 tiểu bang khác). Bao bọc về phía bắc bởi Iowa; về phía đông, bên kia sông Mississippi, là Illinois, Kentucky và Tennessee; về phía nam là Arkansas; và phía tây là Oklahoma, Kansas và Nebraska (tiểu bang sau ở bên kia sông Missouri).

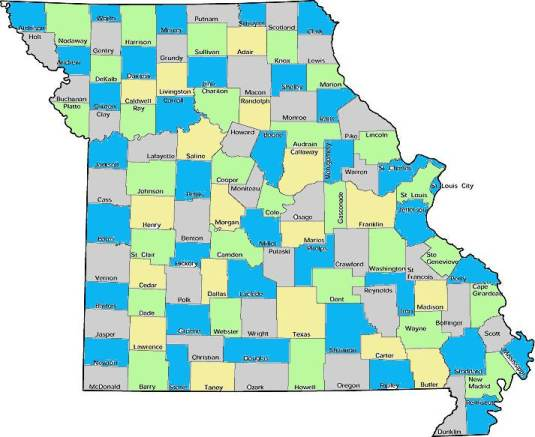
Biên giới các quận trong Missouri

Phía bắc sông Missouri là Đồng bằng Bắc trải lên tận Iowa, Nebraska and Kansas. Nơi này những ngọn đồi thoai thoải còn lại sau một tảng băng đã từng kéo dài từ phương bắc đến sông Missouri.
Bình nguyên Ozark bắt đầu từ phía nam của con sông và trải dài vào trong Arkansas, đông nam Kansas, và đông bắc Oklahoma. Springfield ở tây nam Missouri nằm trên bình nguyên Ozark. Phía nam Missouri là quê hương của Dãy núi Ozark, một bình nguyên bao quanh bởi Precambrian Dãy St. Francois. Trong vùng Ozarks có một thổ ngữ khác biệt, thường thấy trong những cư dân ở một số địa phương của Kentucky và Tennessee, vẫn còn tồn tại.